# There's One in Every Crowd
There's One in Every Crowd är ett musikalbum av Eric Clapton lanserat 1975 på skivbolaget RSO Records. Albumet var Claptons tredje studioalbum. Albumet släpptes kort efter skivan 461 Ocean Boulevard, men blev inte lika populärt som det, varken hos musikkritikerna eller skivpubliken. "Swing Low, Sweet Chariot" släpptes som singel från skivan.

## Låtlista
1. "We've Been Told (Jesus Coming Soon)" - 4:28
2. "Swing Low, Sweet Chariot" - 3:33
3. "Little Rachel" - 4:26
4. "Don't Blame Me" - 3:35
5. "The Sky Is Crying" - 3:58
6. "Singin' the Blues" - 3:26
7. "Better Make It Through Today" - 4:07
8. "Pretty Blue Eyes" - 4:45
9. "High" - 3:30
10. "Opposites" - 4:52

## Listplaceringar
- Billboard 200, USA: #21[1]
- UK Albums Chart, Storbritannien: #15[2]